# USS Alabama (BB-60)
El USS Alabama (BB-60) es un acorazado de clase South Dakota de la Armada de los Estados Unidos. Fue asignado en 1942 y sirvió tanto en el Atlántico como en el Pacífico durante la Segunda Guerra Mundial. Fue dado de baja en 1947 y pasado a la reserva. Finalmente fue dado de baja en 1962 y dos años después fue remolcado a la bahía de Mobile donde fue abierto como barco museo en 1965 junto con el submarino USS Drum.

## Construcción y asignación
El USS Alabama fue puesto en grada el 1 de febrero de 1940 en los astilleros Norfolk Naval Shipyard, en Norfolk, Virginia, botado el 16 de febrero de 1942, amadrinado por Henrietta McCormick Hill, esposa del senador por Alabama J. Lister Hill. Fue asignado el 16 de agosto de 1942 y puesto al mando del capitán de navío George B. Wilson. Comenzó sus pruebas de mar en la bahía de Chesapeake el 11 de noviembre de 1942 hasta comienzos de 1943. Fue asignado al Task Group 22.2 (TG 22.2) y se dirigió a la bahía de Casco, Maine para efectuar unas maniobras de entrenamiento táctico el 13 de febrero de 1943.

## Servicio

### Teatro de operaciones del Atlántico
Con el traslado de una parte significativa de la flota británica hacia el teatro de operaciones del Mediterráneo para preparar la invasión de Sicilia, la Marina Real Británica se quedó sin suficientes navíos pesados para defender las rutas de convoyes por el Atlántico Norte, por lo que solicitó ayuda a los Estados Unidos, llevando a la asignación temporal del USS Alabama y de su gemelo, el USS South Dakota, a la Home Fleet.
El 2 de abril de 1943, junto con su gemelo y otros cinco destructores, como parte de la Task Force 22 (TF22), navegó con rumbo a la base británica de Scapa Flow en las islas Orcadas, a donde arribó el 19 de mayo. Fue asignado a la Task Force 61, dentro de la armada británica, y se sometió a un periodo de entrenamiento operacional intensivo de coordinación de operaciones conjuntas. En junio, junto con otras unidades de la Home Fleet, cubrió el refuerzo de la guarnición de la isla de Spitsbergen, lugar que caía en el flanco norte de la ruta de convoyes hacia Rusia, una operación que llevó al buque más allá del Círculo polar ártico. A su regreso a Scapa Flow, fue inspeccionado por el almirante Harold R. Stark, Comandante de las Fuerzas Navales de los Estados Unidos en Europa.
Poco después, en julio, participó en la Operación Gobernador, una maniobra de diversión dirigida al sur de Noruega, con el fin de distraer la atención de los militares alemanes del objetivo real de los aliados que era la isla de Sicilia. Otro objetivo de esta campaña fue el intento de hacer salir al acorazado alemán Tirpitz del puerto noruego en el que se refugiaba, pero la armada alemana no aceptó el reto. 
El USS Alabama fue liberado del servicio en la Home Fleet británica el 1 de agosto de 1943 y de nuevo junto al USS South Dakota y sus cinco destructores de escolta volvieron a Norfolk, Virginia adonde llegaron el 9 de agosto.

### Teatro de operaciones del Pacífico
Fue asignado al Pacífico a la base de Havannah Harbor en la isla de Éfaté, Nuevas Hébridas, hoy Vanuatu. El 11 de noviembre de 1943 partió para tomar parte en la batalla de Tarawa, el asalto a las Islas Gilbert, en poder de los japoneses. Su función era la de escolta de los portaaviones, para su defensa tanto desde la superficie como de ataques aéreos, mientras aquellos lanzaban ataques aéreos sobre los atolones de Jaluit y Mili, en las islas Marshall, tratando de neutralizar los aeródromos japoneses situados en ellos, dentro del alcance de las islas Gilbert. También dio apoyo al desembarco de los marines en el islote de Betio, en el atolón de Tarawa el 20 de noviembre y poco después en el atolón de Makin.
El 8 de diciembre, junto con otros cinco acorazados, bombardeó la isla de Nauru y posteriormente escoltó a los portaaviones USS Bunker Hill y USS Monterrey de vuelta a la base de Éfaté adonde arribó el 12 de diciembre. El 5 de enero de 1944 puso rumbo a Pearl Harbor, Hawái para efectuar reparaciones en dique seco.
Volvió a su puesto de combate a finales de enero y fue asignado al Task Group 58.2, centrado alrededor del portaaviones USS Essex y otros portaaviones ligeros. El grupo salió de las islas Ellice, hoy Tuvalu, el 25 de enero para continuar la campaña de las islas Marshall en la que se ocuparon, en este caso, los atolones de Kwajalein y Eniwetok. Junto con el USS South Dakota y el USS North (Carolina) bombardeó los islotes de Roi y Namur. Posteriormente se dirigió, junto con su Task Group, hacia el atolón de Truk, en las islas Carolinas, donde atacó la base japonesa instalada en dicho atolón, causando grandes destrozos en los aeródromos y buques allí fondeados, aunque la mayor parte de la flota japonesa ya había escapado. En las semanas siguientes se dirigió a las islas Marianas donde siguió con su misión de escolta y protección a los portaaviones mientras éstos lanzaban ataques aéreos contra las islas de Tinian, Saipán, y Guam para volver de nuevo a las Carolinas para atacar Palaos, Yap, Ulithi y Woleai. Luego pasó a la isla de Nueva Guinea donde atacó Hollandia, hoy Jayapura y las islas de Wakde, Sawar y Sarni a lo largo de la costa norte de Nueva Guinea. Asimismo cubrió los desembarcos aliados en la bahías de Tanahmerah, Humboldt y la pequeña ciudad de Aitape. Volvió a las Carolinas para bombardear la isla de Ponape antes de volver, ya en mayo, a la base norteamericana del atolón de Majuro para preparar la invasión de las islas Marianas.
Después de un mes de ejercicios y maniobras, el USS Alabama salió como parte de la Task Force 58 para participar en la Operación Forager, la invasión de las Islas Marianas y la isla de Guam. Desde el día 12 de junio operó en aguas de Saipán, bombardeando las defensas japonesas de la isla hasta el desembarco de dos divisiones de Marines el día 15. Sin embargo su desempeño no fue muy bueno ya que la tripulación, y en general la de todos los acorazados, estaba más entrenada para defender a los portaaviones, y por tanto en el fuego antiaéreo, que en el bombardeo costero. 

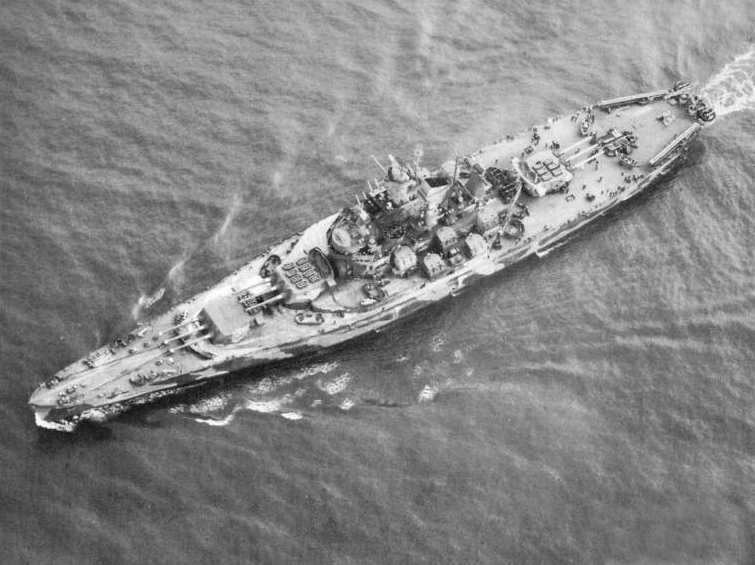
Imagen cenital del USS Alabama (BB-60) en 1942.

El mando japonés decidió contraatacar a la flota norteamericana en Saipán produciendo lo que sería la Batalla del Mar de Filipinas. El USS Alabama fue el primero en detectar en su radar el ataque japonés a una distancia de 300 km de la Task Force. Este aviso tan temprano permitió que la fuerza aérea lanzada para interceptar a la japonesa la alcanzase a una considerable distancia de la Task Force. El resultado fue una decisiva victoria norteamericana con el hundimiento de tres portaaviones japoneses y el derribo de casi 400 aviones, lo cual significó el final del poder aeronaval japonés. Después de la batalla siguió patrullando las Marianas, protegiendo los desembarcos y a los portaaviones durante los ataques a Tinian, Rota y Saipán, en julio a Guam, en agosto a Palaos, Ulithi y Yap y en septiembre a las Carolinas y a las islas de Cebú, Leyte, Bohol y Negros en Filipinas.
En octubre, como parte del Task Group 38, participó en la batalla del Golfo de Leyte. El USS Alabama, escoltó al portaaviones USS Enterprise, dio cobertura a las operaciones aéreas contra la Fuerza Sur japonesa en el área del estrecho de Surigao, y posteriormente se dirigió al norte para enfrentarse a la Fuerza Central japonesa. El 24 de octubre, fue asignado a la Task Force 34 junto con otros acorazados y destructores y se lanzó, junto con el resto del Task Group, hacia cabo Engaño en persecución de la Fuerza Norte japonesa, consiguiendo hundir sus cuatro portaaviones pero dejando desguarnecido el estrecho de San Bernardino. La Fuerza Central al mando del vicealmirante Takeo Kurita, que se creía en retirada, dio media vuelta y cruzó el citado estrecho apareciendo en la madrugada del día 25 en la costa de la isla de isla de Samar donde cayó sobre una débil fuerza norteamericana compuesta de portaaviones de escolta y su escolta de destructores. El Task Force 34 del USS Alabama recibió la orden de navegar hacia el estrecho de San Bernardino para apoyar a la inferior fuerza estadounidense pero llegó cuando la acción ya había terminado y los japoneses se habían retirado.
Durante noviembre y diciembre continuó operando en aguas de las islas Filipinas. El 17 de diciembre, durante una operación de repostaje en alta mar, se vio sorprendido por un tifón. El USS Alabama llegó a alcanzar escoras de 30° debido al mal estado de la mar y sus dos hidroaviones de reconocimiento quedaron dañados. En ese tifón tres destructores norteamericanos resultaron hundidos. Después del paso del tifón puso proa a Ulithi adonde arribó el 24 de diciembre y posteriormente partió hacia el territorio continental de Estados Unidos para efectuar reparaciones en los astilleros Puget Sound Naval Shipyard en Bremerton, estado de Washington.
El 18 de enero de 1945 entró en el dique seco y retornó a Ulithi tras completar sus reparaciones el 28 de abril. En mayo salió con la Task Force 58 para dar apoyo al desembarco en la de Isla de Okinawa y a los ataques a las Islas Ryūkyū y la isla de Kyūshū, ya en territorio metropolitano japonés. Soportó otro tifón el 4 de junio saldado con leves daños.
En julio volvió junto con la tercera flota norteamericana a las islas japonesas, donde bombardearon Tokio y otros objetivos de las islas de Honshū, Hokkaidō y Kyūshū. En la noche del 17 de julio, el USS Alabama y otros acorazados llevaron a cabo un bombardeo nocturno sobre el área industrial de Hitachi-Mito, en el noreste de Tokio. A bordo del USS Alabama presenciaba el bombardeo el contraalmirante retirado Richard Byrd, afamado explorador polar.
El buque disparó a lo largo del conflicto 1250 proyectiles de 410 mm, derribó 22 aviones enemigos y nunca fue dañado ni sufrió bajas por acción enemiga. Las únicas cinco bajas que sufrió lo fueron por un accidente interno. Por esta razón fue apodado lucky A, (el afortunado A). El USS Alabama recibió nueve estrellas de combate por sus servicios durante la Segunda Guerra Mundial.

### Posguerra
El final de la guerra sorprendió al USS Alabama operando en la costa sur de Honshū. Durante la ocupación inicial del área de Yokosuka-Tokio, el buque transfirió a tierra Marines y tripulación para misión temporal en tierra, quienes fueron de los primeros norteamericanos en suelo japonés. También tuvo como misión escoltar a los portaaviones mientras éstos lanzaban misiones de reconocimiento aéreo en busca de campos de prisioneros de guerra.
El 5 de septiembre entró en la bahía de Tokio para embarcar personal de las fuerzas de ocupación, saliendo de aguas japonesas el 20 de septiembre. En Okinawa embarcó otras 700 personas, como parte de la Operación Magic Carpet para devolver a los Estados Unidos el personal militar, arribando a San Francisco el 15 de octubre. Tras un paso por el puerto de San Pedro, California viajó el 27 de febrero de 1946 a los astilleros Puget Sound Naval Shipyard para efectuar los trabajos de su desactivación. Fue desasignado el 9 de enero de 1947 y enviado a Bremerton como parte de las Flotas de Reserva de la Marina de Estados Unidos. Permaneció en Bremerton hasta su baja definitiva del Registro Naval el 1 de junio de 1962.

## Buque museo
En los años 60, ciudadanos del estado de Alabama formaron una comisión con el objetivo de recaudar fondos para conseguir la donación y conservación del USS Alabama como homenaje a los combatientes de dicho estado en la Segunda Guerra Mundial.
El 7 de julio de 1964 el barco fue formalmente entregado a las autoridades del estado. Posteriormente fue remolcado hasta la ciudad de Mobile, en la bahía del mismo nombre y abierto como buque museo el 9 de enero de 1965. En 1969 se le unió el submarino USS Drum (SS-228) que en un principio estaba fondeado junto al USS Alabama pero que tras resultar dañado tras el paso del huracán Georges se decidió trasladarlo a tierra. Estos dos buques más otros elementos militares, aviones y vehículos, conforman el Battleship Memorial Park. En 1986 fue declarado Hito Histórico Nacional. 
En 2005, durante el huracán Katrina, resultó dañado produciéndose una escora de 8.º en el buque, además de graves daños a otros edificios y exposiciones del museo. Fue abierto de nuevo al público en 2006 con el buque presentando todavía una escora de 3.º que está todavía en proceso de corrección.

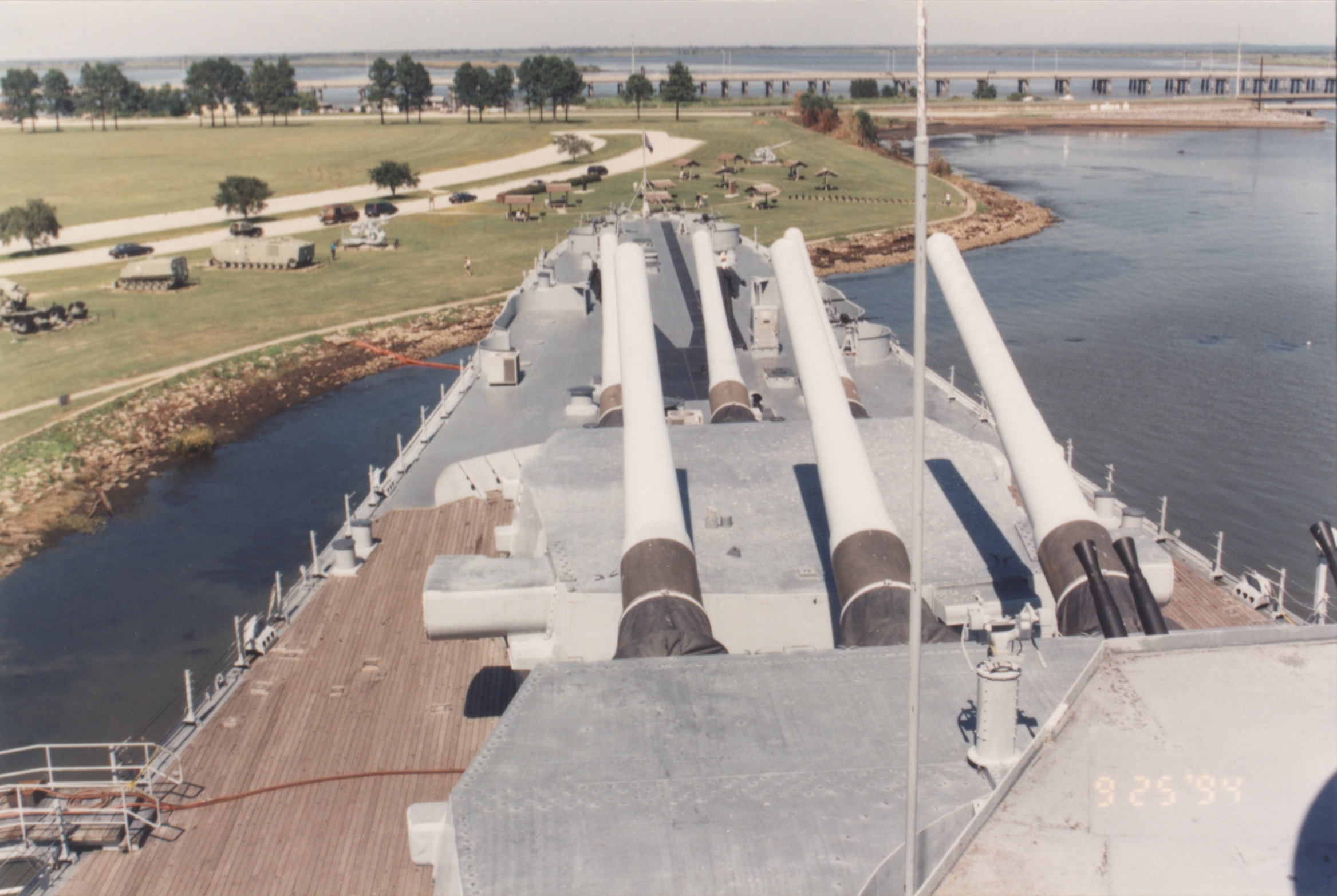
Vista de la proa y sus baterías.
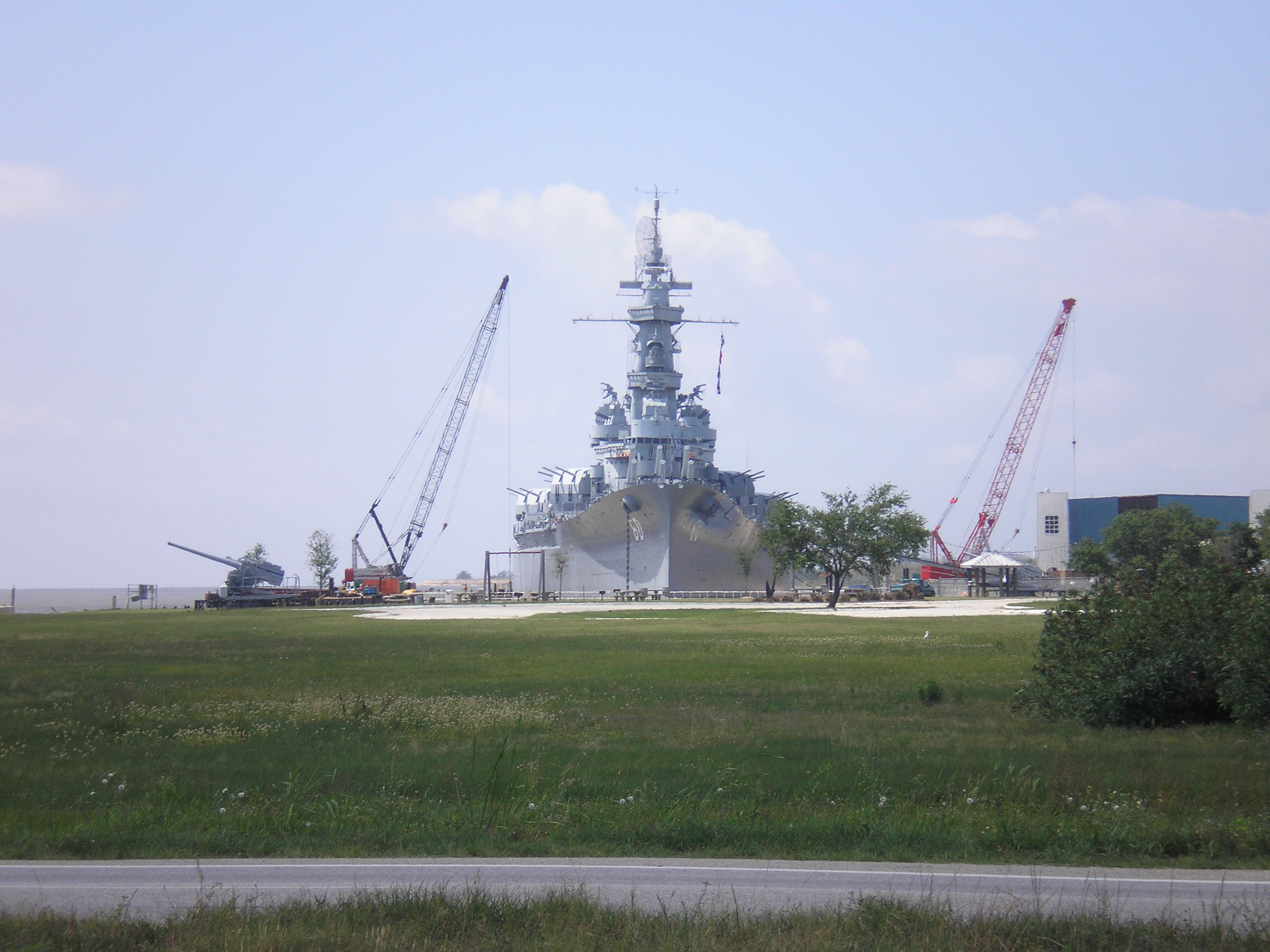
El USS Alabama en 2006, durante los trabajos de corrección de la escora después del paso del huracán Katrina.
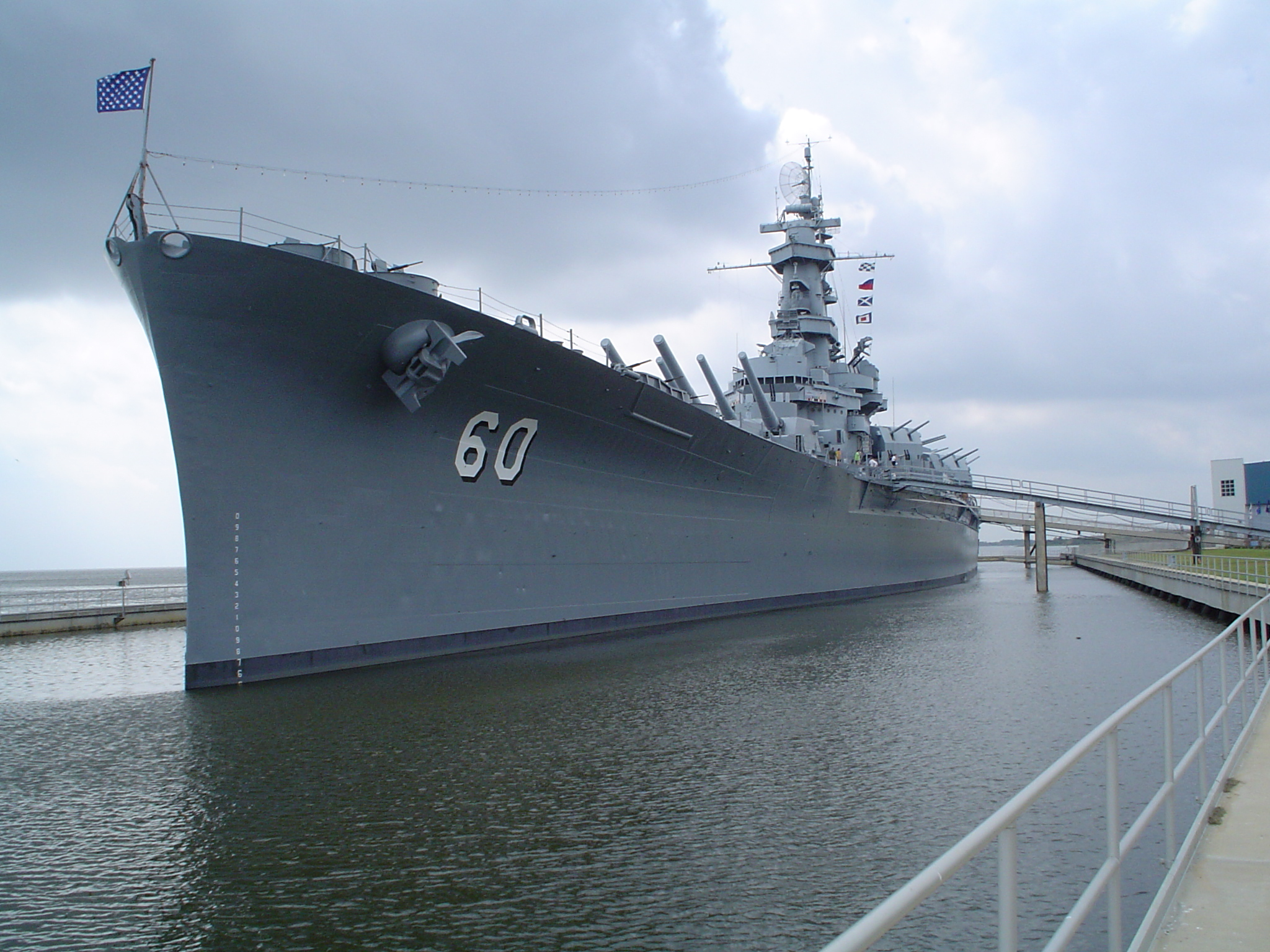
Vista frontal del USS Alabama
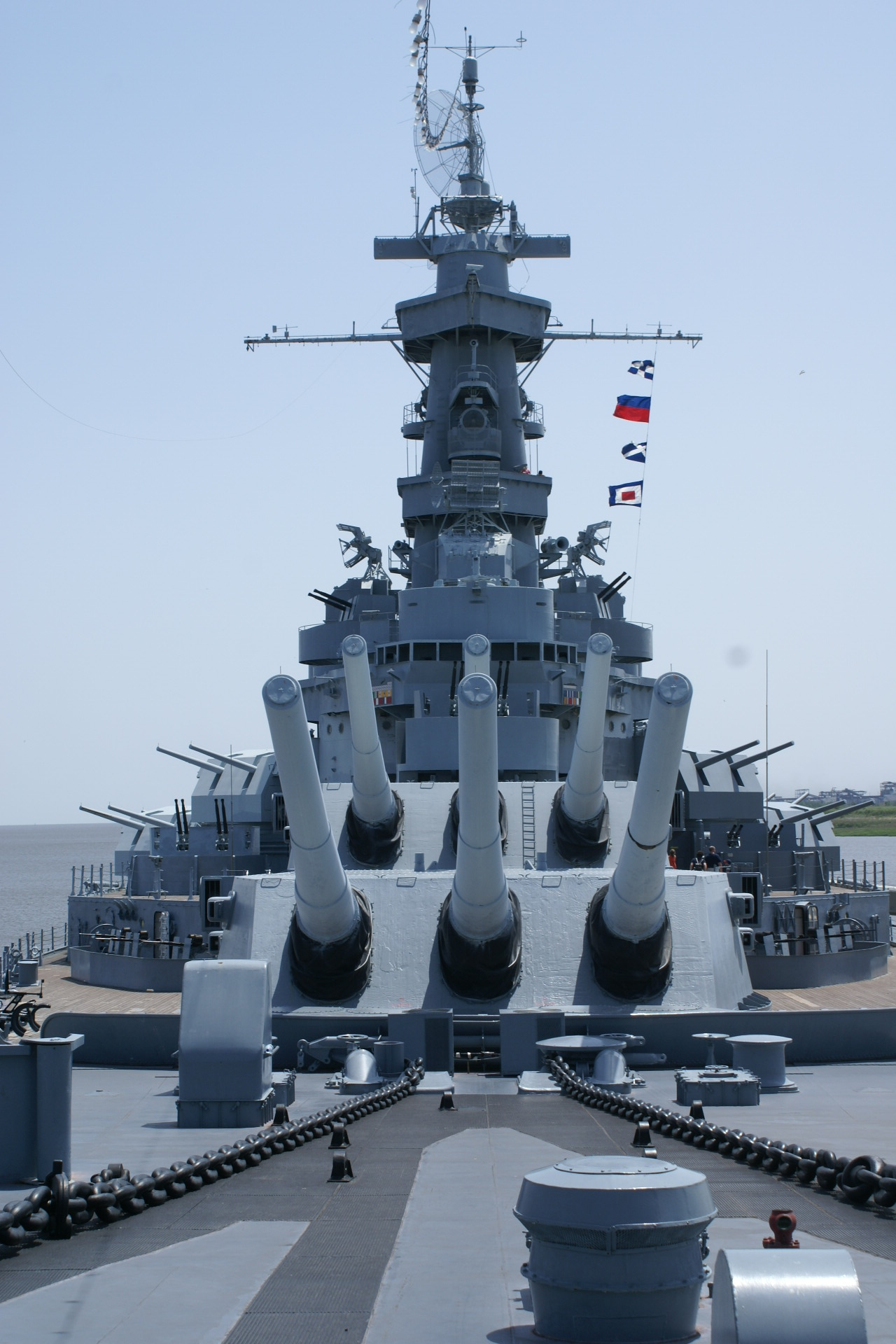
Puente y baterías de proa.

## En el cine y la televisión
El USS Alabama (BB-60) ha servido como escenario de varias películas y series de televisión. En la película In the Navy la historia se desarrolla en un barco ficticio llamado USS Alabama. Lo curioso de todo es que la película se estrenó en 1941, un año antes de que el verdadero USS Alabama se pusiera al servicio.
Sirvió como escenario para la grabación de un capítulo de la serie de televisión Movin' On en 1975.
En 1988 sirvió como escenario de la serie War and Remembrance donde se ambientó al USS Iowa (BB-61), otro emblemático acorazado estadounidense.
La escena que le da inicio a la película Rapid Fire fue rodada en el USS Alabama (BB-60) en 1988.
Tal vez su aparición más importante en el cine fue en la película Alerta máxima de 1992. En esta película la historia se desarrolla en el USS Missouri (BB-63) y efectivamente se utilizaron algunas tomas aéreas del barco verdadero, pero la mayoría de la película fue filmadas en el USS Alabama (BB-60). La película fue protagonizada por Steven Seagal y Tommy Lee Jones en el papel antagónico, fue un éxito de taquilla y tuvo buena acogida por la crítica.
También sirvió como escenario para el rodaje de la película USS Indianapolis: Men of Courage del 2016.